# Renato Brioschi
Renato Brioschi, noto anche con lo pseudonimo di Renato dei Profeti (Milano, 20 aprile 1948), è un cantautore, compositore e produttore discografico italiano di musica pop. È stato il leader del complesso I Profeti dal 1965 al 1970.
Ha collaborato con diversi parolieri, fra cui Totò Savio, Alberto Salerno, Cristiano Minellono e Alessandro Colombini.

## Biografia
Figlio dello scultore e pittore Remo Brioschi, è stato nel 1965 uno dei fondatori del gruppo musicale dei Profeti, formazione della quale ha fatto parte fino al 1970, ed è conosciuto per aver lanciato l'hit  Lady Barbara, tormentone estivo scritto con Savio, con cui ha vinto il Disco per l'estate e che ha ispirato l'omonimo film musicarello, sempre del 1970, Lady Barbara.
Sempre nel 1970 ha inciso con i Flora, Fauna e Cemento una cover del brano musicale Bridge over Troubled Water di Paul Simon (testo di Alessandro Colombini, titolo Il Ponte).
I 45 giri successivi non riescono però a ripetere il successo del primo.
Nel 1974 inizia a comporre canzoni per proprio conto e incide per la casa discografica Ricordi Giochi senza età, che in Francia raggiunse la cima delle classifiche di vendita con oltre 750 mila copie.
Ha poi scritto per altri cantanti: fra gli altri, i Camaleonti (Finché c'è lei, in ...e camminiamo), Riccardo Fogli (tracce per l'album eponimo), Eros Ramazzotti (con cui ha composto Terra promessa), Alice (Io voglio vivere, eseguita poi anche dal cantante francese Gerard le Norman, Mi chiamo Alice, Pensieri nel sole, Libera), Christian (Dolcissimo), Mia Martini (La tua malizia, Io, domani io), Marcella Bella (Verde smeraldo, Porta pazienza Maria), Bobby Solo (Prendi me), Fausto Leali (Vado col vento) e Viola Valentino (Comprami, Sei una bomba).
Ha collaborato anche con Antonella Ruggiero, Leroy Gomez e i Santa Esmeralda (Tu mi manchi dentro), Manuel De Peppe, Marina Arcangeli (Via), Marcello Pieri, Domenico Mattia (Ma perché.. io non becco, Una storia rock).
Dopo una breve riunificazione con il vecchio gruppo de I Profeti, coinciso con la partecipazione alla trasmissione televisiva di Red Ronnie Una rotonda sul mare,  ha proseguito l'attività cantando come cantante solista con il nome Renato dei Profeti, talvolta accompagnato da un gruppo musicale.
Come produttore discografico ha fondato una propria etichetta sviluppando attività di talent-scout. Ha scritto insieme a Gatto Panceri e Claudio Guidetti la canzone "Se sei felice", per Dolores Olioso.

## Partecipazioni a manifestazioni canore
- Un disco per l'estate 1970 (come Renato dei Profeti: Lady Barbara (vincitrice)
- Canzonissima 1970 (con Ombretta Colli): Verità che batti nella mente (F.Boldrini)
- Un disco per l'estate 1971 (come Renato):  Hello terra
- Un disco per l'estate 1972 (come Renato):  Tu mi eri scoppiata nel cuore (di D'Amico-Francesco Specchia-Miki Del Prete)

## Discografia con i Profeti

### 33 giri
- 1967: Bambina sola (CBS, 52436)

### 45 giri
- 1966: Bambina sola/Le ombre della sera (CBS, 1892)
- 1967: Mirell/Asciuga le tue Lacrime (CBS, I-1002) (Formato più Piccolo di un 45 Giri)
- 1967: Rubacuori/Sole nero (CBS, 2650)
- 1967: Era uno come noi/Per fare un uomo (CBS, 2849)
- 1968: Ho difeso il mio amore/Una rondine va (CBS, 3340)
- 1968: Gli occhi verdi dell'amore/L'amore ha il tuo volto (CBS, 3761)
- 1969: La tua voce/Lontano dal mondo (CBS, 4113)
- 1969: La mia vita con te/Ci vuole un cuore (CBS, 4577)

### Compilation
- 1969: 60's Beat Italiano Vol. 1 (Direct Hits Records; pubblicato negli Stati Uniti d'America; i Profeti sono presenti con Bambina sola)

## Discografia da solista

### 33 giri
- 1970: Innamorato (CBS, 64225)

### 45 giri
- 1970: Lady Barbara/L'università (CBS, 4929)
- 1970: Verità che batti nella mente/Posso giurarti che (CBS, 5247)
- 1971: Hello terra/Leggenda (CBS, 7172)
- 1972: Tu mi eri scoppiata nel cuore/Dopo di lei (Clan Celentano, BF 70017)
- 1973: Giochi senza età/Io credo (Dischi Ricordi)
- 1973: Harmony/È dal cuore che nasce amore (CBS, 1242)
- 1975: Azzurre chiare nuvole/La tua malizia (Polydor, 2060 103)
- 1977: Un tocco di magia/Risveglio (Polydor, 2060 140)